# Łąki Ciebłowickie
Łąki Ciebłowickie este o arie protejată (sit de importanță comunitară — SCI) din Polonia întinsă pe o suprafață de 477,18 ha, integral pe uscat.

## Localizare
Centrul sitului Łąki Ciebłowickie este situat la coordonatele 51°32′20″N 20°05′50″E / 51.5389°N 20.0973°E.

## Înființare
Situl Łąki Ciebłowickie a fost declarat sit de importanță comunitară în octombrie 2009 pentru a proteja 1 specie de plante și 9 specii de animale.

## Biodiversitate
Situată în ecoregiunea continentală, aria protejată conține 8 habitate naturale: Vegetație psamofilă uscată cu pășuni deschise de Corynephorus și Agrostis, Lacuri eutrofice naturale cu vegetație de tip Magnopotamion sau Hydrocharition, Pajiști cu Molinia pe soluri calcaroase, turboase sau argilos-nămoloase (Molinion caeruleae), Liziere de ierburi înalte hidrofile de câmpie și de nivel montan până la alpin, Fânețe de joasă altitudine (Alopecurus pratensis, Sanguisorba officinalis), Mlaștini turboase de tranziție și turbării mișcătoare, Păduri de stejar și carpen Galio-Carpinetum, Păduri aluvionare cu Alnus glutinosa și Fraxinus excelsior (Alno-Padion, Alnion incanae, Salicion albae).
La baza desemnării sitului se află mai multe specii protejate:
- plante (1): Hamatocaulis vernicosus
- amfibieni (2): buhai de baltă cu burta roșie (Bombina bombina), triton cu creastă (Triturus cristatus)
- mamifere (2): castor (Castor fiber), vidră de râu (Lutra lutra)
- nevertebrate (3): fluturele purpuriu (Lycaena dispar), Ophiogomphus cecilia, Osmoderma eremita
- pești (2): zvârluga (Cobitis taenia), boarță (Rhodeus amarus)